# Інгерманландська губернія
Інгерманландська губернія — історична адміністративно-територіальна одиниця Російської Імперії, перша губернія, заснована Петром І у імперії.
Петром I 7 березня 1706 року було видано спеціальне розпорядження, де до Інгерманландії застосовано термін «губернія». 18 грудня 1708 року Російську імперію було розділено на 8 губерній, серед них є і Інгерманландська.
Того ж року губернію було розширено, до її складу включено ще 29 міст.
1711 року губернію було перетворено в Санкт-Петербурзьку.

## Склад
1. Санкт-Петербург
2. Великий Новгород
3. Нарва
4. Шліссельбург
5. Ямбург
6. Капор'є
7. Псков
8. Ладога
9. Порхов
10. Гдов
11. Опочек
12. Ізборськ
13. Острів
14. Стара Русса
15. Луки Великі
16. Торопець
17. Бежецький Верх
18. Устюжина Желєзопольська
19. Олонець
20. Бєлоозеро
21. Ржева Пуста
22. Заволоччя
23. Каргополь
24. Пошехоньє
25. Ржева Володимирова
26. Углич
27. Ярославль
28. Романов
29. Кашин
30. Твер
31. Торжок, а також Дерптський повіт